# Stammham (Altötting járás)
Stammham település Németországban, azon belül Bajorországban. Lakosainak száma 1019 fő (2023. december 31.). Stammham Julbach, Kirchdorf am Inn, Marktl és Haiming községekkel határos.

## Népesség
A település népessége az elmúlt években az alábbi módon változott:
| Lakosok száma | 306  | 790  | 894  | 947  | 1009 | 991  | 994  | 1005 | 1026 | 1019 |
|               | 1875 | 1950 | 1975 | 1987 | 2012 | 2014 | 2016 | 2017 | 2021 | 2023 |